# Anna Rimpelä
Anna-Karen Yvonne Rimpelä, född 1978 i Laihela, är en finländsk skådespelare, ståuppkomiker och författare. 
Hon har studerat scenkonst 
Svenska yrkeshögskolan i Vasa och har bland annat medverkat i komediserien Ismo och spelat brottsutredaren Tiina Rajala i såpoperan Salatut elämät.
Efter en mångårig karriär som finskspråkig ståuppkomiker började hon i början av 2020-talet att översätta sitt material till svenska och har sedan dess uppträtt med det runtom i svenskfinland.
Rimpelä har deltagit i skrivarkurser på högskolan Kriittisnes och 
Jyväskylä universitet och år 2018 utkom hennes första roman, Pitkään meni ihan hyvin (Det gick bra länge). År 2020 kom Tilanne päällä, Aino Ritari ( Situationen på Aino Ritari) och 2023 kom uppföljaren Päin perhettä, Aino Ritari (Familjen på Aino Ritari).
Rimpelä var sommarpratare i radioprogrammet Vegas sommarpratare i YLE år 2023.